# Theo Roussis
Theodoros (Theo) Roussis (Spolaïta, 3 mei 1954) is een Belgisch-Grieks ondernemer en bestuurder. Hij stond van 1993 tot 2023 aan het hoofd van kunststoffenmultinational Ravago uit Arendonk.

## Levensloop
Theo Roussis werd geboren in West-Griekenland als zoon van olijfhandelaars. Hij studeerde biochemie aan de Universiteit van Athene en de Universiteit van Sevilla in Spanje. Hij is gehuwd met Gunhilde Van Gorp, dochter van Raf Van Gorp, die zijn carrière als aannemer begon, maar overstapte naar de recyclage van plastiek afval. Dit bedrijf groeide uit tot Ravago, een wereldspeler in de recyclage van plastiek, productie van plastieken voorwerpen en handel in kunststofgranulaten. Na het overlijden van Raf Van Gorp in 1993 kwam Roussis aan het hoofd van de Kempense kunststoffenreus te staan. In 2006 nam Ravago het Amerikaanse Muehlstein, de nummer vijf van de wereld, over en werd zo de nieuwe nummer één wereldwijd, voor Ashland Oil. In 2023 volgde zijn zoon Axel hem als CEO op.
Hij is bestuurder van de bank-verzekeraar KBC met ongeveer 1% van de aandelen in handen. Van 1994 tot 1997 was hij reeds bestuurder van Almanij. De familie Roussis-Van Gorp is de grootste private aandeelhouder van de bankgroep. Hij investeert ook in het durfkapitaalfonds Pentahold van onder meer Filip Balcaen en Philippe Vlerick, waar hij in 2015 Marc Saverys opvolgde. Eerder was hij ook bestuurder van Asphales, dat een belang in Fortis had.
De familie Roussis-Van Gorp staat bekend vanwege haar discretie en heeft een geschat vermogen van ongeveer 6 miljard euro.